# IX (小説)
『IX』（ノウェム）は、古橋秀之による日本のライトノベル。イラストは松竜が担当。電撃文庫（メディアワークス）より2003年2月に刊行された。

## あらすじ
趙五行率いる武人集団『五行鏢局』に身を置く男装の少女燕児は、遥か昔に滅びたとされる神々の一族『震人』に関りのある六本指の鬼腕を持つ少年九郎に出会う。それをきっかけとして、燕児は自らの出生に関る事件へと巻き込まれていく。

## 評価
三村美衣は『おすすめ文庫王国2003年度版』における「今年の収穫ベストテン」ティーンズノベル部門のうちの一作として取り上げ、「問答無用の面白さ」と高く評価。「話はとば口に立ったところ。（略）早く続きを読ませてほしい」と続刊を希望していた。

## 既刊一覧
- 古橋秀之（著）・松竜（イラスト） 『IX』 メディアワークス〈電撃文庫〉、2003年2月10日発売、ISBN 4-8402-2276-2